# Soyouz 2
Cet article concerne la mission Soyouz 2 de 1968. Pour la fusée Soyouz 2, voir Soyouz-2 (fusée).
Soyouz 2 est un vol inhabité du programme spatial de l'Union soviétique qui s'est déroulé du 25 au 28 octobre 1968. 
Soyouz 2 était la cible d'une manœuvre d'amarrage par le vaisseau spatial Soyouz 3. Cela devait être le premier amarrage d'un engin spatial habité pour le programme spatial soviétique.
Le premier amarrage soviétique réussi d'un engin spatial habité a eu lieu dans la mission conjointe Soyouz 4 et Soyouz 5.

## Équipage
Cette mission était inhabitée.

## Déroulement de la mission
Soyouz 2 est mis le 25 octobre 1968 sur une orbite de périgée 185 km et d'apogée 224 km, inclinée à 51,7°. Le lendemain, Soyouz 3 avec à bord Gueorgui Beregovoï est placé sur une orbite de périgée 205 km et d'apogée 225 km. Les deux véhicules, recevant les commandes du sol, se sont approchés automatiquement à une distance de 200 mètres. Ensuite, Beregovoï s'est rapproché en pilotage manuel, puis éloigné à 550 km, et rapproché à nouveau, sans réaliser d'amarrage. L'approche s'est faite jusqu'à 1 mètre, mais en raison du manque de carburant, l'astronaute a été contraint d'arrêter la tentative.
Soyouz 2 a été ramené automatiquement au sol le 28 octobre 1968 après trois jours de vol.

## Culture populaire
- L'objectif d'une des missions du jeu vidéo Call of Duty: Black Ops est de détruire la fusée Soyouz 2 avant son lancement.